# Spreading the Disease
| Оценки критиков                   | Оценки критиков |
| Источник                          | Оценка          |
| --------------------------------- | --------------- |
| AllMusic                          | [ 1 ]           |
| Collector's Guide to Heavy Metal  | 10/10           |
| Encyclopedia of Popular Music     | [ 3 ]           |
| Kerrang!                          | [ 4 ]           |
| The New Rolling Stone Album Guide | [ 5 ]           |
| Sputnikmusic                      | 4/5             |
| Rock Hard                         | 9.5/10          |

Spreading the Disease (рус. Разнося заразу) — второй студийный альбом группы Anthrax, выпущенный в октябре 1985 года на лейбле Megaforce Records, и первый с участием вокалиста Джоуи Беладонны. 
Место басиста в группе занял племянник Бенанте, Френк Белло.
Альбом был хорошо принят критиками и считается одним из лучших альбомов в творчестве группы.
Он занял 113-е место в американском чарте Billboard 200.

## История альбома
Spreading the Disease — последний альбом «Антракс», на котором присутствуют композиции бывшего вокалиста группы Нила Тёрбина.
Альбом включал в себя сингл «Madhouse». Клип к песне был показан по MTV, но впоследствии запрещен из-за оскорбительного содержания по отношению к душевнобольным.
После окончания записи альбома Скотт Иэн и Чарли Бенанте создали группу «Stormtroopers of Death», более известную как S.O.D., и записали альбом Speak English or Die, один из образцов кроссовер-трэша.

## Список композиций
| №  | Название               | Длительность |
| -- | ---------------------- | ------------ |
| 1. | «A.I.R.»               | 5:45         |
| 2. | «Lone Justice»         | 4:36         |
| 3. | «Madhouse»             | 4:19         |
| 4. | «S.S.C./Stand or Fall» | 4:08         |
| 5. | «The Enemy»            | 5:25         |

| №  | Название              | Длительность |
| -- | --------------------- | ------------ |
| 6. | «Aftershock»          | 4:28         |
| 7. | «Armed and Dangerous» | 5:43         |
| 8. | «Medusa»              | 4:44         |
| 9. | «Gung-Ho»             | 4:34         |

## Участники записи
Anthrax:
- Джоуи Беладонна — вокал
- Дэн Спитц — соло-гитара
- Скотт Иэн — ритм-гитара, бэк-вокал
- Фрэнк Белло — бас-гитара, бэк-вокал
- Чарли Бенанте — ударные

Производство:
- Карл Кенеди — продюсер, помощник звукорежиссёра
- Алекс Периэлас — звукорежиссёр
- Норман Данн — помощник звукорежиссёра
- Джон Зазула — исполнительный продюсер